# Apogonia laosana
Apogonia laosana är en skalbaggsart som beskrevs av Moser 1919. Apogonia laosana ingår i släktet Apogonia och familjen Melolonthidae. Inga underarter finns listade i Catalogue of Life.